# Dodô e Osmar

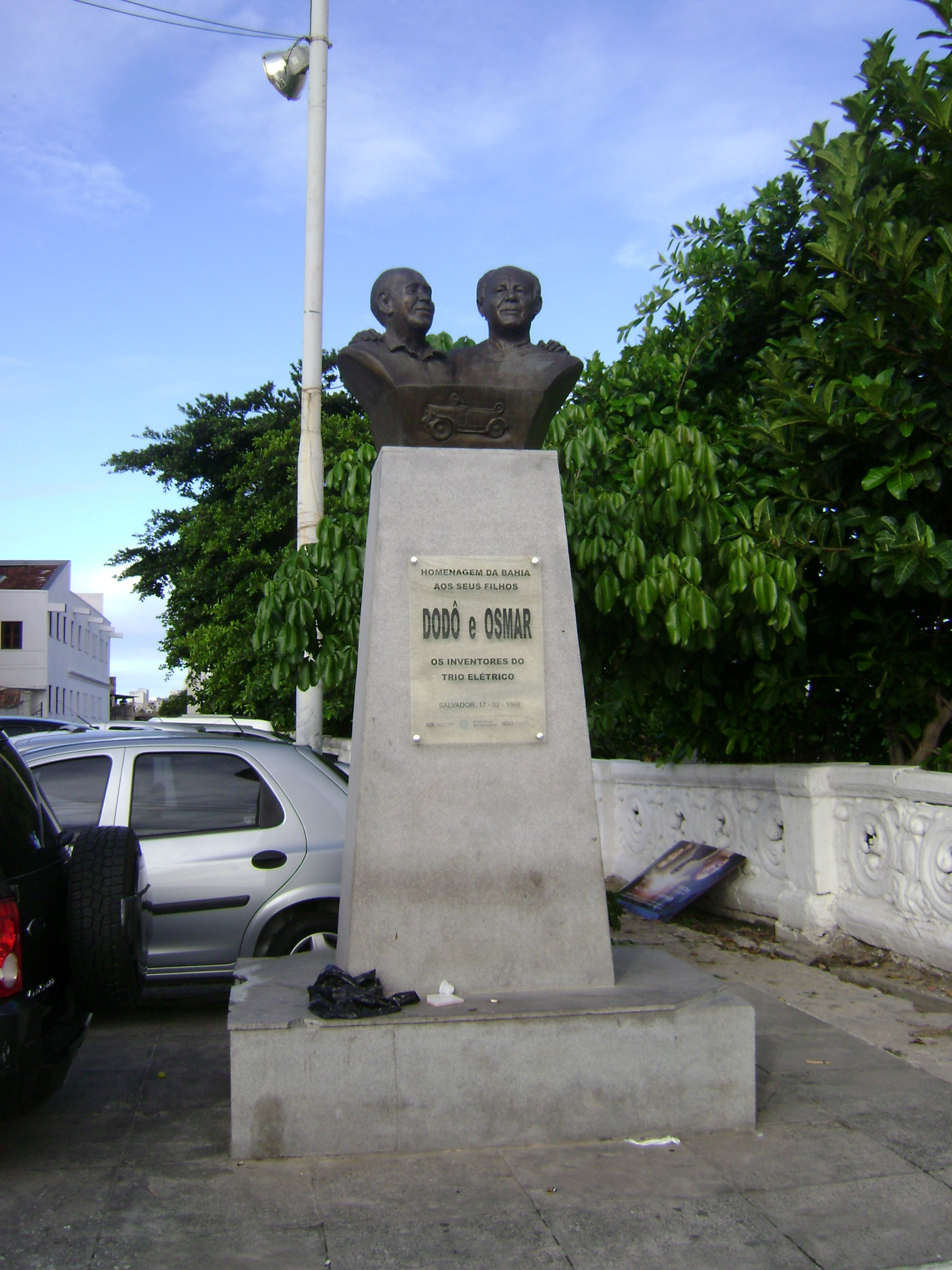
Estátua de Dodô e Osmar em Salvador, na Bahia.

Dodô e Osmar foi uma dupla de músicos formada por Adolfo Antônio Nascimento (Salvador, 10 de novembro de 1920 - Salvador, 15 de junho de 1978) e por Osmar Álvares Macedo (Salvador, 22 de março de 1923 - Salvador, 30 de junho de 1997). A eles é atribuída a invenção do trio elétrico e da guitarra baiana, inicialmente chamada de pau elétrico.

## Trajetória
Conheceram-se em um programa de rádio em 1938. Os dois estudavam música e eletrônica e pesquisavam uma forma de amplificar o som dos instrumentos de corda. A amplificação por volta de 1942 com a criação do pau elétrico considerado a primeira guitarra elétrica do Brasil, no carnaval de 1950, a dupla saiu em cima de um Ford 1929 escrito na lateral "A Dupla Elétrica" tocando em instrumentos adaptados as canções do grupo Vassourinhas Recife, que se apresentava na ocasião em Salvador. Em um ano fizeram aperfeiçoamentos e incluíram mais um membro, Temístocles Aragão, formando assim o trio elétrico em 1951. No ano seguinte uma empresa de refrigerantes, a Fratelli Vita, percebeu o enorme sucesso do trio e colocou um caminhão decorado à disposição dos músicos, inaugurando o formato consagrado por todos os carnavais até hoje.

## Discografia
- Jubileu de Prata